# Tűz a víz alá!
A Tűz a víz alá (eredeti cím: Down Periscope) 1996-os amerikai filmvígjáték a 20th Century Fox gyártásában. Producere Robert Lawrence, rendezője David S. Ward, főszerepben pedig Kelsey Grammer, Lauren Holly és Rob Schneider látható. A mellékszerepeket Bruce Dern, Harry Dean Stanton, William H. Macy és Rip Torn alakítja.
A film 1996. március 1-jén jelent meg.

## Cselekmény
Thomas Dodge parancsnok azt a feladatot kapja, hogy egy régi tengeralattjárót irányítson, amelyen képzetlen, számkivetett haditengerészek találhatóak. Ezt a feladatot azért kapta, hogy bebizonyítsa képességeit a feletteseinek.

## Szereplők
| Karakter                                 | Színész             | Magyar hang       |
| ---------------------------------------- | ------------------- | ----------------- |
| Thomas "Tom" Dodge kapitány              | Kelsey Grammer      | Papp János        |
| Emily Lake hadnagy, merülőtiszt          | Lauren Holly        | Farkasinszky Edit |
| Martin T. "Marty" Pascoe elsőtiszt       | Rob Schneider       | Háda János        |
| Howard törzsőrmester, főmérnök           | Harry Dean Stanton  | Palóczy Frigyes   |
| Yancy Graham ellentengernagy             | Bruce Dern          | Dobránszky Zoltán |
| Carl Knox, az Orlando kapitánya          | William H. Macy     | Rosta Sándor      |
| Buckman tengerész, szakács               | Ken Hudson Campbell | Pálfai Péter      |
| Nitro "Mike" tengerész                   | Toby Huss           | Beratin Gábor     |
| Jefferson "R.J." Jackson manőverezőtiszt | Duane Martin        | Dévai Balázs      |
| Stanley "Spots" Sylvesterson tengerész   | Jonathan Penner     | Wohlmuth István   |
| Brad Stepanak (Winslow), gépész          | Bradford Tatum      |                   |
| E.T. "Sonar" Lovacelli tengerész         | Harland Williams    | R. Kárpáti Péter  |
| Dean Winslow altengernagy                | Rip Torn            | Rudas István      |
| Az Orlando rádiósa                       | James Martin, Jr.   | Bozsó Péter       |
| Az Orlando zászlósa                      | Jordan Marder       |                   |
| Az Orlando elsőtisztje                   | Matt Landers        |                   |
| Az Orlando radarosa                      | Joseph Latimore     |                   |
| Admirális                                | James Harper        | Bitskey Tibor     |

## Megjelenés
A film 1996. március 1-jén került az Egyesült Államokban a mozikba. A film belföldön 25 785 603 dollárt, világszerte pedig 37 553 752 dolláros bevételt hozott. A filmet öt hónappal később, 1996. augusztus 6-án adták ki DVD-n.